# Sándor Gál

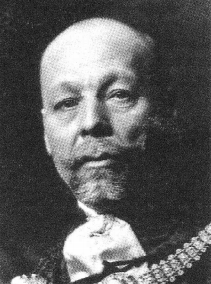
Sándor Gál (1909)

Sándor Gál (* 13. Dezember 1855 in Gyergyóújfalu; † 4. September 1937 in Reghin) war ein ungarischer Politiker, Jurist und von 1909 bis 1910 Präsident des Abgeordnetenhauses.

## Leben
Gál ging in Niklasmarkt, Neumarkt am Mieresch und Klausenburg zur Schule. an der Universität Klausenburg studierte Jura und wurde nach Ablegen der Advokatenprüfung Anwalt in Szászrégen im Komitat Maros-Torda. 1901 wurde er Reichstagsabgeordneter der Unabhängigkeits- und '48-er Partei (Függetlenségi és 48-as Párt) für den Wahlkreis Nyárádszereda im Komitat Maros-Torda, den er bis 1918 im Parlament vertrat. Von 1909 bis 1910 war er als Nachfolger von Gyula Justh Präsident des Abgeordnetenhauses. Nach den Wahlen 1910 wurde Albert Berzeviczy sein Nachfolger.
1918 wurde er zum Staatssekretär des Innern ernannt, wurde jedoch während der Revolution von der Regierung Mihály Károlyi sofort seines Amtes enthoben.

## Privates
Am 26. März 1914 heiratete er im Budapester Stadtteil Ferencváros die 25 Jahre jüngere Alojzia Margit Kochmeister.